# Ramaskora
Ramaskora ist ein osttimoresischer Ort im Suco Odomau (Verwaltungsamt Maliana, Gemeinde Bobonaro). Das Dorf liegt im Südosten der Aldeia Guenuha’an, auf einer Meereshöhe von 221 m. Es ist ein Vorort der Gemeindehauptstadt Maliana, die südöstlich von Ramaskora liegt. Die kompakte Siedlung ist umgeben von Reisfeldern.